# Smashing the Money Ring
Smashing the Money Ring é um filme de aventura estadunidense dirigido por Terry O. Morse, escrito por Anthony Coldeway e Raymond L. Schrock. É estrelado por Ronald Reagan, Margot Stevenson, Eddie Foy, Jr., Joe Downing, Charles D. Brown e Joe Rei. Foi lançado pela Warner Bros. em 21 de outubro de 1939.

## Elenco
- Ronald Reagan ...Lt. Brass Bancroft
- Margot Stevenson ...Peggy
- Eddie Foy, Jr. ...Gabby
- Joe Downing ...Dice Mathews
- Charles D. Brown ...Parker
- Joe King ...Saxby
- William B. Davidson ...Warden Denby
- Charles C. Wilson ...Capt. Kilrane
- Elliott Sullivan ...Danny Galloway
- John Hamilton ...Capitão da Noite
- Sidney Bracey ...Pop Dryden
- Jack Wise ...Prisioneiro
- Jack Mower ...Primeiro Guarda Noturno
- Don Turner ...Joe